# 长江路街道 (铜陵市)
长江路街道曾是中国安徽省铜陵市铜官山区下辖的一个乡镇级行政单位，于2010年7月撤销。

## 行政区划
撤销前的长江路街道共辖以下地区：
人民社区、义安社区、中市社区、天桥社区、沙河社区、五松社区、长淮社区、映湖社区、园林社区、梅塘社区、井湖社区。